# ドリーの冒険
『ドリーの冒険』（ドリーのぼうけん、The Adventures of Dollie）とは、1908年のアメリカ合衆国のサイレント映画。D・W・グリフィス監督のデビュー作。ジプシーに誘拐された少女ドリーが樽ごと川を流される、という内容。この映画の現存するプリントはアメリカ議会図書館のフィルムアーカイブに所蔵されている。
大正時代の日本の文献には『ドリイの冒険』と表記されているものもある。

## あらすじ
夏の日の午後、ドリーは両親とともに川に遊びにゆく。するとそこにジプシーの物売りが近づいてくる。いらないと母親が断ると、ジプシーは逆上。母親に掴みかかるが、父親に叩きのめされ去ってゆく。おさまらないジプシーは腹いせに娘のドリーを誘拐。樽に隠して移動中、樽が川に落ちてしまう。樽ごと川を流されるドリーだが、下流で釣りをしていた少年に発見され、無事に両親と再会する。

## キャスト
- 父親：アーサー・V・ジョンソン（英語版）
- 母親：リンダ・アーヴィドソン（英語版）
- ドリー：グラディス・イーガン（英語版）
- ジプシー：チャールズ・インスレー（英語版）
- ジプシーの妻：マデリーン・ ウェスト